# あきた芸術劇場ミルハス
あきた芸術劇場ミルハス（あきたげいじゅつげきじょうミルハス）は秋田県秋田市千秋明徳町にある多目的ホール。

## 概要
老朽化していた秋田県民会館（1961年開館）と秋田市文化会館（1980年開館）に代わって、秋田県と秋田市が共同で秋田県民会館の跡地に新しい文化施設として整備した。総事業費は約254億円。新施設の整備により秋田県民会館は2018年に閉館し、秋田市文化会館も2022年9月30日をもって閉館となった。
あきた芸術劇場ミルハスは2022年（令和4年）6月1日に開館し、6月5日に開館記念式典が挙行された。式典では秋田県立由利高等学校民謡部による伝統芸能の披露の他、「大いなる秋田」の記念演奏などが大ホールで行われた。同年9月23日にはグランドオープンをし、新日本フィルハーモニー交響楽団とピアニストの小山実稚恵、指揮者の井上道義による特別記念公演が行われた。
1階には「シアターカフェ C's（シーズ）」と呼ばれるカフェが入居しており、秋田キャッスルホテルが運営をしている。2022年（令和4年）6月6日にオープンした。
あきた芸術劇場の愛称である「ミルハス」は、県が案を募集して2021年（令和3年）3月13日に決定、発表された。フランス語で「千」を意味するmille（ミル）と、千秋公園で見られる「ハス」を組み合わせて作られた造語で、考案者は秋田市在住の市民であった。

## 施設概要
- 大ホール	: 2,007席（1階席1,380席、2階席627席、車いす常時2席、多目的室6席）[9]
- 中ホール	: 800席（1階席500席、2階席300席、車いす常時2席、多目的室4席）[9]

## 交通アクセス
- JR秋田駅西口より徒歩10分
- 秋田中央交通（秋田市中心市街地循環バス・ぐるる）・「ミルハス前」下車。[10]